# Nelson Villalobo Ferrer

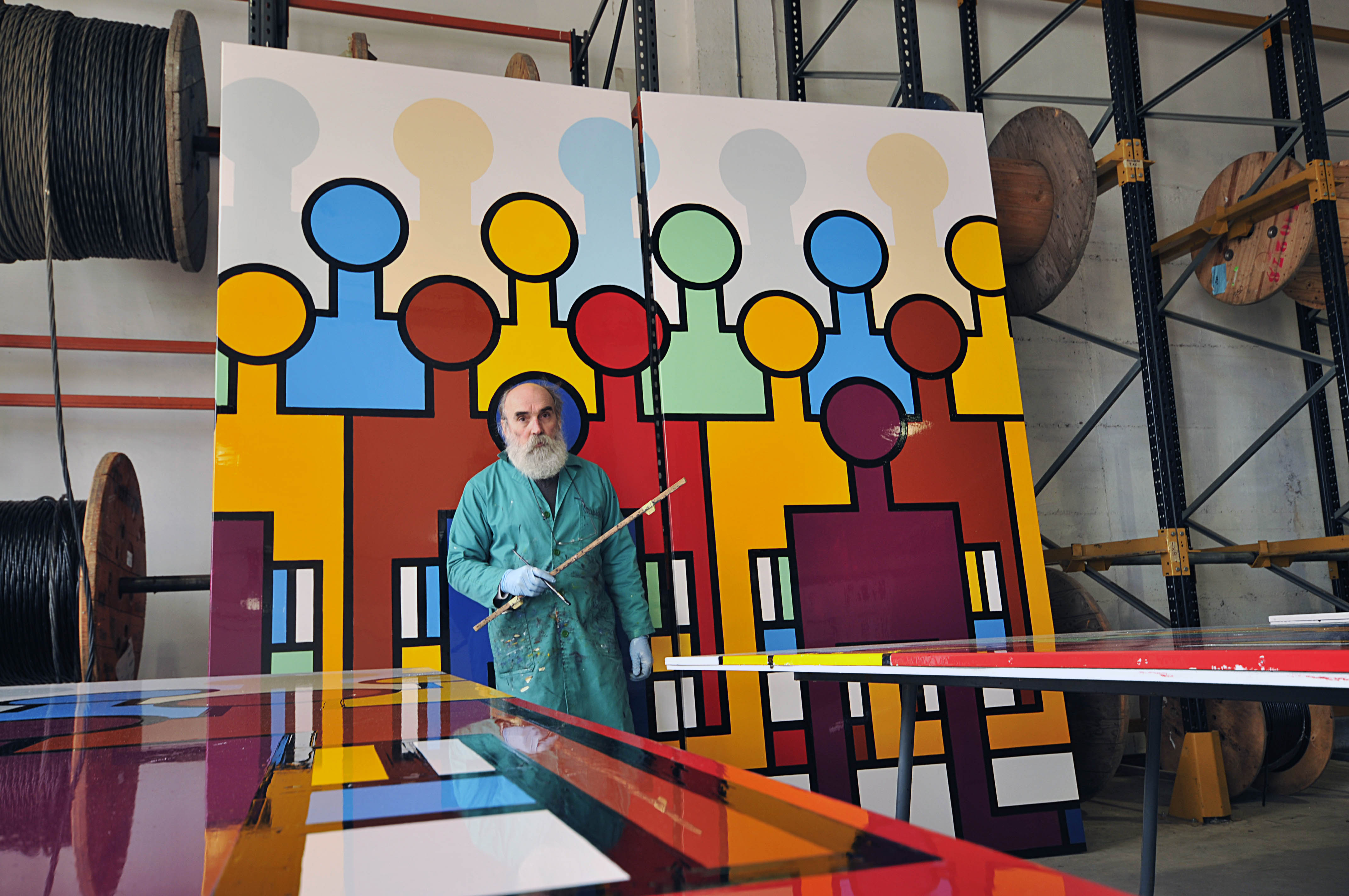
Realización del Mural de Martínez Garrido en Vigo

Nelson Villalobos Ferrer, pintor cubano nacido en Cumanayagua , en la actual provincia de Cienfuegos, Cuba, el 11 de diciembre de 1956, es un pintor, dibujante, escultor y serígrafo.
Estudia en la Escuela Elemental de Arte de Santa Clara. Entrando más adelante en la Escuela Nacional de Arte de La Habana (ENA) graduándose en la especialidad de escultura y posteriormente culmina sus estudios en el Instituto Superior de Arte de La Habana (ISA), en la especialidad de pintura.
Ha ejercido la docencia en los tres niveles nacionales de enseñanza artística. Es miembro de la Unión de Escritores y Artistas de Cuba (UNEAC) y de la Asociación Internacional de Artistas Plásticos (AIAP).

## Exhibiciones personales
Sus obras han sido presentadas en diversos espacios, como “Pinturas” en 1988 Galería Habana, en La Habana. En “Pinturas” en 1991 en Galería Alfama, en Zaragoza. En “Retrospectiva 1985 – 1992” en 1992 en Fundación Nueva Empresa en Zaragoza. En 1993 expone en la galería de la Escuela de Artes de Zaragoza. “Pinturas” en 1994 en Galerie Nesle en París. Inaugura la Galería Lausin & Blasco en Zaragoza en 1997. Expone tres veces a lo largo de varios años en el Museo Casa de las Artes de Vigo, en los años 2002, 2007 y 2012 consecutivamente sus más recientes trabajos en el campo de la pintura, la instalación y el dibujo. “Blanquísima su presencia” se expone en 2020 en el Museo do Mar de Galicia como una antología de sus obras. Esta exposición tendrá su continuación en el Centro de Arte Contemporáneo Wifredo Lam de La Habana en 2021.

## Exhibiciones colectivas
A partir de 1982 comienza a participar junto a otros artistas cubanos e internacionales en varias muestras colectivas. En 1983  forma parte de varias muestras de arte cubano contemporáneo que viajan al Centro Museum de Tokio, Japón; IX Exposición Internacional de dibujo en Rijeka, Croacia. Participa en el XXIV Premio de dibujo Joan Miró en Barcelona. En 1987 participa en la I Bienal de Dibujo Jaume Guasch en Barcelona. En este mismo año expone en Encuentro de Grabado en el Museo Nacional de Arte de La Habana. En 1988 “Pintura Contemporánea” en la Galería Tetryakov de Moscú. Participa en la IV Bienal Iberoamericana de México en 1988. En 1991 forma parte de las Nuevas Adquisiciones Contemporáneas del Museo Nacional de Bellas Artes de Cuba.

## Colecciones
Su obra se encuentra en las colecciones del Museo Nacional de Bellas de Artes de La Habana; Fondo Cubano de Bienes Culturales de Cuba; Escuela de Artes de Zaragoza; Instituto Aragonés de Fomento de Zaragoza; Caja de Ahorros de Pamplona, en Pamplona; Citroën en la Zona Franca de la ciudad de Vigo; Su obra forma parte de la colección privada del Ayuntamiento de Vigo y del Puerto Náutico de Vigo. Ha participado en las obras murales públicas de Vigo con los murales para la Avenida Martínez Garrido y la rotonda de Blen Budiño.
Sus obras se encuentran en museos y colecciones privadas en Cuba, Brasil, Colombia, Venezuela, España, Alemania, Malí, Canadá, Francia, Italia, Londres, USA, Yugoslavia, Chile, México, Japón...
- Datos: Q9049199